# دينا (مغنية)
دينا (بالبرتغالية: Dina) هي مغنية برتغالية، ولدت في 18 يونيو 1956 في Carregal do Sal ‏ في البرتغال، وتوفيت في 11 أبريل 2019 في لشبونة في البرتغال بسبب تليف رئوي.

## وصلات خارجية
- دينا على موقع IMDb (الإنجليزية)
- دينا على موقع ميوزك برينز (الإنجليزية)
- دينا على موقع ديسكوغز (الإنجليزية)
- دينا على موقع قاعدة بيانات الفيلم (الإنجليزية)